# Alyssopsis trinervis
Alyssopsis trinervis là một loài thực vật có hoa trong họ Cải. Loài này được Botsch. & Seifulin mô tả khoa học đầu tiên năm 1988.